# 1847 في الولايات المتحدة
فيما يلي قوائم الأحداث التي وقعت خلال عام 1847 في الولايات المتحدة.

## سياسة

### تعيين في المنصب
- 4 مارس – أبراهام لينكون عضو مجلس النواب الأمريكي.
- 4 مارس – ريتشارد دبليو تومسون عضو مجلس النواب الأمريكي.
- 12 مايو – جون ووكر دانا حاكم مين [الإنجليزية]‏.
- 10 أغسطس – جيفيرسون ديفيس عضو مجلس الشيوخ الأمريكي.
- 22 نوفمبر – جون بيل عضو مجلس الشيوخ الأمريكي.
- 16 ديسمبر – روبن شابمان حاكم ألاباما [الإنجليزية]‏.

### انتهاء فترة المنصب
- 3 مارس – آسا بيغز عضو مجلس النواب الأمريكي.
- 3 مارس – الكسندر رمزي عضو مجلس النواب الأمريكي.
- 3 مارس – هانيبال هاملين عضو مجلس النواب الأمريكي.
- 4 مارس – ديفيد سيتيل ريد عضو مجلس النواب الأمريكي.
- 5 مايو – إسحاق توكي حاكم كونيتيكت  [لغات أخرى]‏.
- 3 نوفمبر – جورج كراوفورد حاكم جورجيا [الإنجليزية]‏.

## مواليد

### يناير
- 11 يناير – أورموند ستون عالم فلك أمريكي.[1]
- 20 يناير – وليام سانت جون فورمان سياسي أمريكي.[2]

### فبراير
- 11 فبراير – توماس إديسون مخترع أمريكي ورجل أعمال.[3]

### مايو
- 28 مايو – جون مارشال هاميلتون سياسي أمريكي.[4]

### يونيو
- 8 يونيو – إيدا مكينلي سياسية من الولايات المتحدة الأمريكية.[5]
- 15 يونيو – ويليام إف إل هادلي سياسي أمريكي.[6]
- 16 يونيو – لويلا دود سميث كاتبة وشاعرة أمريكية.[7]

### يوليو
- 4 يوليو – جيمس أنتوني بايلي لاعب سيرك من الولايات المتحدة الأمريكية.[8]

### أغسطس
- 23 أغسطس – سارة فرانسيس وايتنج[9]

### سبتمبر
- 5 سبتمبر – جيسي جيمس[10]
- 11 سبتمبر – ماري واتسون ويتني[11]
- 25 سبتمبر – فيني ريام نحاتة أمريكية.[12]

### أكتوبر
- 3 أكتوبر – صموئيل أسكيو تيلمان[13]

### نوفمبر
- 10 نوفمبر – فردريك أرثر برديجمان فنان أمريكي.[14]

## وفيات

### مايو
- 1 مايو – جيسي سبيت (مواليد 1795) سياسي أمريكي.[15]
- 9 مايو – جورج ماكليلان (مواليد 1796) جراح أمريكي.[16]

### يوليو
- 22 يوليو – هنري و . ادواردز (مواليد 1779) سياسي أمريكي.[17]

### أغسطس
- 27 أغسطس – سيلاس رايت (مواليد 1795) سياسي أمريكي.[18]

### سبتمبر
- 24 سبتمبر – فرانكلين أي بلامر (مواليد 1795) سياسي أمريكي.

### نوفمبر
- 18 نوفمبر – فليمون توماس (مواليد 1763) سياسي أمريكي.[19]

### ديسمبر
- 6 ديسمبر – ستيفن بليس (مواليد 1787) سياسي من الولايات المتحدة الأمريكية.